# مجموعه محله چهاردرخت
مجموعه محله چهاردرخت مربوط به دوره قاجار است و در بیرجند، خیابان شهید مطهری، محله چهار درخت واقع شده و این اثر در تاریخ ۲۳ مرداد ۱۳۷۸ با شمارهٔ ثبت ۲۳۶۵ به‌عنوان یکی از آثار ملی ایران به ثبت رسیده است.